# Diana zu Hohenlohe
Diana Prinzessin zu Hohenlohe-Oehringen (* 1970) ist eine deutsche Rechtswissenschaftlerin.

## Leben
Sie studierte an den Universitäten Düsseldorf, Utrecht und Cambridge Rechtswissenschaften. An der Universität Münster promovierte sie und erwarb einen Master of Laws an der Universität Sydney. Als wissenschaftliche Mitarbeiterin bzw. Referentin arbeitete sie an der Universität zu Köln und am Max-Planck-Institut für ausländisches öffentliches Recht und Völkerrecht in Heidelberg. Sie habilitierte sich im Fachbereich Rechtswissenschaft der Universität Frankfurt am Main. Ihr wurde die Venia Legendi für die Fächer Staats- und Verwaltungsrecht, Völkerrecht, Kirchenrecht und Rechtsvergleichung verliehen. Sie lehrte als Gastprofessorin an der Universität Erlangen-Nürnberg sowie vertrat Lehrstühle an den Universitäten Freiburg im Breisgau, Jena und Trier. 2018 trat sie als Nachfolgerin von Jochen Bley die Dozentur für Öffentliches Recht an der Universität Potsdam an, wechselte jedoch kurze Zeit später nach Wien auf eine Professur für Öffentliches Recht und Völkerrecht an die Sigmund Freud Privatuniversität, die 2024 endete.
Ihre Forschungsschwerpunkte sind nationales öffentliches Recht, Europarecht und Völkerrecht, insbesondere Grund- und Menschenrechte, Rechtsvergleichung im öffentlichen Recht, Hochschulrecht, Studien- und Prüfungsrecht und Staatskirchenrecht/Religionsverfassungsrecht.